# Il Milione
Il Milione è il resoconto dei viaggi in Asia di Marco Polo, intrapresi assieme al padre Niccolò Polo e allo zio paterno Matteo Polo, mercanti e viaggiatori veneziani, tra il 1271 e il 1295, e delle sue esperienze alla corte di Kublai Khan, il più grande sovrano orientale dell'epoca, del quale Marco fu al servizio per quasi 17 anni.
Il libro fu scritto da Rustichello da Pisa, un autore di romanzi cavallereschi, che trascrisse sotto dettatura le memorie rievocate da Marco Polo, mentre i due si trovavano nelle carceri di San Giorgio a Genova.
Rustichello adoperò la lingua franco-veneta, una lingua culturale diffusa nel Nord Italia tra la fascia subalpina e il basso Po. Un'altra versione fu scritta in lingua d'oïl, la lingua franca dei crociati e dei mercanti occidentali in Oriente, forse nel 1298, ma sicuramente dopo il 1296. Secondo alcuni ricercatori, il testo sarebbe poi stato rivisto dallo stesso Marco Polo una volta rientrato a Venezia, con la collaborazione di alcuni frati dell'Ordine dei domenicani.
Considerato un capolavoro della letteratura di viaggio, Il Milione è anche un'enciclopedia geografica, che riunisce in volume le conoscenze essenziali disponibili alla fine del XIII secolo sull'Asia, e un trattato storico-geografico. È stato scritto che «Marco si rivolge a tutti quelli che vogliono sapere: sapere quello che c'è al di là delle frontiere della vecchia Europa. Non mette il suo libro sotto il segno dell'utile, ma sotto il segno della conoscenza».
Rispetto ad altre relazioni di viaggio scritte nel corso del XIII secolo, come l'Historia Mongalorum di Giovanni da Pian del Carpine e l'Itinerarium di Guglielmo di Rubruck, Il Milione fu eccezionale, perché le sue descrizioni si spingevano ben oltre il Karakorum e arrivarono fino al Catai. Marco Polo testimoniò l'esistenza di una civiltà mongola stanziale e molto sofisticata, assolutamente paragonabile alle civiltà europee: i mongoli, insomma, non erano solo i nomadi "selvaggi" che vivevano a cavallo e si spostavano in tenda, di cui avevano parlato Giovanni da Pian del Carpine e Guglielmo di Rubruck, ma abitavano città murate, sapevano leggere e avevano usi e costumi molto sofisticati. Così come Guglielmo di Rubruck, invece, Marco smentisce alcune leggende sull'Asia di cui gli europei all'epoca erano assolutamente certi.
Il Milione è stato definito come «la descrizione geografica, storica, etnologica, politica, scientifica (zoologia, botanica, mineralogia) dell'Asia medievale». Le sue descrizioni contribuirono alla compilazione del mappamondo di Fra Mauro. e ispirarono i viaggi di Cristoforo Colombo

## Titoli dell'opera
Com'è noto, benché il libro avesse ottenuto un successo immediato in tutta Europa fin dalla sua apparizione, non esiste il manoscritto autografo di questo testo. Anche il titolo Il Milione risulta prevalente solo nel ramo della tradizione toscana. Un altro titolo comparso nei codici quattrocenteschi è Livre des merveilles du monde (anteriore al 1412). Il titolo che appare nei codici più antichi è Le divisament dou monde, considerato il titolo più fedele all'originale smarrito, e probabilmente recante la dicitura originaria.
Un titolo alternativo molto corrente fu Livre de Marco Polo citoyen de Venise, dit Million, où l'on conte les merveilles du monde. Abbreviato in Libro di Marco Polo detto Milione, poi in Libro di Milione e, infine, in Milione. Luigi Foscolo Benedetto, «persuaso che Milione sia il nomignolo dell'autore», lo considera un adattamento del diminutivo "Emilione": Milion era il soprannome affettivo - per aferesi - comune a gran parte della famiglia veneziana Polo.
Si suppone pure che 'Milione' non sia altro che il multiplo di 'miglio' (in latino milium), antica unità di misura itinerante corrispondente a mille passi (peraltro ancora in uso nei paesi anglosassoni, se pure con diversa relazione), giacché Marco Polo svolse a piedi gran parte del suo viaggio.
Fra Jacopo d'Acqui parla di «dominus Marcus Venetus (...) qui dictus est Milionus». L'umanista Ramusio scrive che:

## Trama
(Il Milione, Cap. LXXXI)

Mappa dei viaggi di Marco Polo, con le città attraversate di Acri, Trebisonda, Baghdad, Tabriz, Hormuz, Balkh, Samarcanda, Kashgar, Lanzhou, Karakorum, Pechino, Xanadu, Pagan, Hangzhou, Costantinopoli.

Dopo il primo viaggio, durante il quale giunsero alla corte del Gran Khan, il padre Niccolò e lo zio Matteo fecero ritorno in Oriente, portando con sé il giovane Marco. Rimasero in Cina diciassette anni, onorati e investiti di cariche governative.
Il 7 settembre 1298 Marco Polo è su una delle novanta navi veneziane sconfitte nella battaglia di Curzola dai genovesi. Fatto prigioniero, incontra Rustichello da Pisa, il quale non si sa se «fosse in prigione da quattordici anni o se vi venisse come libero frequentatore, ma fu quasi sicuramente lui a dare forma scritta alle memorie del veneziano».
A partire dalla narrazione orale di Marco, il testo nacque originariamente nella lingua franco-veneta che era la lingua delle persone colte dell'epoca, ed è poi stato tradotto in antico francese, in latino, toscano e altri idiomi.

### Luoghi citati
Segue una lista dei luoghi citati nel testo con la corrispondenza attuale:
| Luogo citato ne Il Milione | Luogo citato ne Il Milione | Luogo citato ne Il Milione   | Corrispondenza attuale    | Note |
| Governo                    | Amministrazione            | Località                     | Corrispondenza attuale    | Note |
| -------------------------- | -------------------------- | ---------------------------- | ------------------------- | --- |
|                            |                            | Vinegia                      | Venezia                   | |
|                            | Provincia di Ermenia       | Piccola Ermenia              |                           | Corrispondeva all'antica Cilicia, capitale Sis                                                                                      |
|                            | Provincia di Ermenia       | Grande Ermenia               | Armenia                   | Capitale Arzinga |
|                            | Provincia di Turcomania    | Turcomania                   | Turchia                   | |
|                            |                            | Giorges                      | Georgia                   | |
|                            | Reame di Mosul             | Mosul                        | Mosul                     | |
|                            | Reame di Mosul             | Baudac                       | Baghdad                   | |
|                            | Reame di Mosul             | Toris                        | Tabriz                    | |
|                            | Grande provincia di Persia | Sabba                        | Sava                      | Marco visita la presunta tomba dei re Magi                                                                                          |
|                            | Grande provincia di Persia | Iasdi                        | Yazd                      | |
|                            | Reame di Crema             | Crema                        | Kerman                    | |
|                            | Reame di Crema             | Camadi                       | Jiroft                    | |
|                            |                            | Cormosa                      | Hormuz                    | |
|                            |                            | Gobiam                       | Kuhbonan                  | Oasi del Kerman, deserto di Lut |
|                            |                            | Milice                       | Mazandaran                | Regione abitata dagli ismaeliti, i Malahidad o Nizariti                                                                             |
|                            |                            | Subunga                      | Shibargan                 | |
|                            |                            | Balac                        | Balkh                     | |
|                            |                            | Taycaz                       | Talikhan                  | |
|                            |                            | Balascam, Bastian, Baudascia | Badakhshan                | |
|                            |                            | Chesimun                     | Kashmir                   | |
|                            |                            | Casciar                      | Kashgar                   | |
|                            |                            | Samarca                      | Samarcanda                | |
|                            |                            | Carcam                       | Yarkand                   | |
|                            |                            | Cotam                        | Cotan                     | |
|                            |                            | Peym                         | ?                         | Probabilmente Uzuntatir, oggi scomparsa                                                                                             |
|                            |                            | Ciarcia                      | Cercen                    | |
|                            |                            | Lop                          | Charkhlik                 | Marco entra nel deserto dei Gobi |
| Impero mongolo             | Provincia di Tangut        | Sachion                      | Sha-chou                  | Marco esce dal deserto dei Gobi |
| Impero mongolo             | Provincia di Tangut        | Camul                        | Kumul                     | |
| Impero mongolo             | Provincia di Tangut        | Chingitalas                  |                           | Regione del Turkestan orientale non identificabile. Marco incontra per la prima volta gli "idoli", termine per indicare i buddisti. |
| Impero mongolo             | Provincia di Tangut        | Succiur                      | Su-chou                   | |
| Impero mongolo             | Provincia di Tangut        | Campicion, Campituy          | Kan-chou                  | |
| Impero mongolo             | Provincia di Tangut        | Eezima                       | Khara-Khoto               | |
| Impero mongolo             | Provincia di Tangut        | Caracom, Carocaron           | Holin o Karakorum         | Prima capitale dell'Impero mongolo                                                                                                  |
| Impero mongolo             | Provincia di Tangut        | Erguil                       | Liang-chou                | |
| Impero mongolo             | Provincia di Tangut        | Egrigaia                     | Ning-hsia                 | |
| Impero mongolo             | Provincia di Tentuc        | Giandu                       | Shang-tu                  | |
| Impero mongolo             | Provincia di Tentuc        | Camblau, Cambaluc            | Pechino                   | |
| Impero mongolo             | Provincia del Catai        | Giogui                       | Zhuozhou                  | |
| Impero mongolo             | Provincia del Catai        | Pulinzanchiz                 | Fiume Hun-ho              | Fiume Yongding |
| Impero mongolo             | Provincia del Catai        | Taianfu                      | T'ai-yuan                 | |
| Impero mongolo             | Provincia del Catai        | Pianfu                       | Linfen                    | |
| Impero mongolo             | Provincia del Catai        | Caramera                     | Fiume Huang-ho            | Fiume Giallo |
| Impero mongolo             | Provincia del Catai        | Quengiangu                   | Hsi-ah-fu                 | Capitale sotto la dinastia Tang |
| Impero mongolo             | Provincia del Catai        | Cuncum                       | Han-chung                 | |
| Impero mongolo             | Provincia del Catai        | D'ambalet                    | Ak balik, Han-chiung      | |
| Impero mongolo             | Provincia del Catai        | Sindafa                      | Ssu-ch'uan                | |
| Impero mongolo             | Provincia del Catai        | Tebet                        | Tibet                     | |
| Impero mongolo             | Provincia del Catai        | Gaindu                       | Chien-ch'ang (Xichang)    | Territorio compreso tra l'alto Irrawadi e lo Yunnann cinese.                                                                        |
| Impero mongolo             | Provincia del Catai        | Caragia                      | Karajan                   | |
| Impero mongolo             | Provincia del Catai        | D'ardanda                    | Chin-ch'ih                | |
| Impero mongolo             | Provincia del Catai        | Vacian                       | Tengchong                 | Capitale dell'Ardanda |
| Impero mongolo             | Provincia del Catai        | Grande China                 |                           | Grande vallata tra la Cina sud occidentale fino alla Birmania                                                                       |
| Impero mongolo             | Provincia del Mien         | Mien                         | Pagan o Tai-Kung          | Birmania |
| Impero mongolo             | Provincia del Mien         | Gangala, Bangala             |                           | Territorio del delta del Gange e del Brahmaputra                                                                                    |
| Impero mongolo             | Provincia del Mien         | Cangigu                      | Tonchino o Chiao-Chin-kuo | |
| Impero mongolo             | Provincia del Mien         | Amu                          | Annam                     | Ancora Tonchino? |
| Impero mongolo             | Provincia del Catai        | Toloma                       | T'u-lao-man               | |
| Impero mongolo             | Provincia del Catai        | Cugiu                        | Hsu-chou                  | |
| Impero mongolo             | Provincia del Catai        | Cacafu                       | Ho-chien-fu               | |
| Impero mongolo             | Provincia del Catai        | Ciaglu                       | C'hang-lu                 | |
| Impero mongolo             | Provincia del Catai        | Ciagli                       | Chiang-ling               | |
| Impero mongolo             | Provincia del Catai        | Codifu                       | Tung-p'ing-fu             | |
| Impero mongolo             | Provincia del Catai        | Signi                        | Chi-ning                  | Antica Hsin-chou |
| Impero mongolo             | Provincia del Catai        | Ligni                        |                           | Ipotesi Kian-su o Hsu-chou |
| Impero mongolo             | Provincia del Catai        | Pigni                        | P'ei-chou                 | |
| Impero mongolo             | Provincia del Catai        | Cigni                        | Hsu-ch'ien                | |
| Impero mongolo             | Provincia del Mangi        | Caigiagui, Coiganzu          | Huai-an-chou              | |
| Impero mongolo             | Provincia del Mangi        | Pauchi                       | Pao-ying                  | |
| Impero mongolo             | Provincia del Mangi        | Cain                         | Kao-yu-chou               | |
| Impero mongolo             | Provincia del Mangi        | Tigni                        | T'ai-chou                 | |
| Impero mongolo             | Provincia del Mangi        | Nangi                        | Nanchino                  | |
| Impero mongolo             | Provincia del Mangi        | Saianfu                      | Hsiang-yang-fu            | |
| Impero mongolo             | Provincia del Mangi        | Sigui                        | Chen-chou                 | |
| Impero mongolo             | Provincia del Mangi        | Fiume Quian                  | Fiume Azzurro             | |
| Impero mongolo             | Provincia del Mangi        | Caigui                       | Ho-k'ou                   | |
| Impero mongolo             | Provincia del Mangi        | Cinghiafu                    | Ch'n-chiang-fu            | |
| Impero mongolo             | Provincia del Mangi        | Cinghingiu                   | Ch'ang-chou               | |
| Impero mongolo             | Provincia del Mangi        | Signi                        | Su-chou o P'ing-chiang    | |
| Impero mongolo             | Provincia del Mangi        | Quisai                       | Hangzhou                  | Fu capitale con l'imperatore Sung Kao-tsun                                                                                          |
| Impero mongolo             | Provincia del Mangi        | Tapigni                      | Yen-chou-fu               | |
| Impero mongolo             | Provincia del Mangi        | Nagui                        | Wu-chou                   | |
| Impero mongolo             | Provincia del Mangi        | Chegni                       | Che-kiang                 | |
| Impero mongolo             | Provincia del Mangi        | Ciafia                       | Ch'ang-shan               | |
| Impero mongolo             | Provincia del Mangi        | Cagu                         | Hsin-chou                 | |
| Impero mongolo             | Provincia del Mangi        | Fugui                        | Fu-chou                   | |
| Impero mongolo             | Provincia del Mangi        | Fugni                        | Fu-chow                   | |
| Impero mongolo             | Provincia del Mangi        | Zaiton                       | Quanzhou                  | Immenso porto cinese nel canale di Formosa. Da qui Marco inizia il viaggio di ritorno a Venezia.                                    |
|                            |                            | Isola di Zipagu              | Giappone                  | |
|                            |                            | Ciamba                       |                           | Regno di Cam, nell'attuale Vietnam meridionale                                                                                      |
|                            |                            | Isola di Iava                | Isola di Giava            | |
|                            |                            | Isola di Sodur               | Culao Cham                | |
|                            |                            | Isola di Codur               | K'un-lun o Pulo Condur    | |
|                            |                            | Isola di Petam               | Isola di Bintan           | |
|                            |                            | Piccola isola di Iava        | Isola di Sumatra          | |
|                            |                            | Samarca                      | Isola di Sumatra          | |
|                            | Regno batak di Nagur       | Dragouain                    | Isola di Sumatra          | |
|                            |                            | Lambri                       | Isola di Sumatra          | Regno |
|                            |                            | Fansur                       | Isola di Sumatra          | Regno |
|                            |                            | Isola di Nenispola           | Nicobare                  | |
|                            |                            | Negueram                     | Nancouri                  | Sempre nelle Nicobare |
|                            |                            | Isola d'Agama                | Isole Andamane            | |
|                            |                            | Isola di Seilla              | Sri Lanka                 | |
|                            |                            | Maabar                       |                           | Costa del Coromandel |
|                            | Regno di Tilanga           | Multifili                    | Mutapali                  | |
|                            |                            | Iar                          | Gujarat                   | Adattamento arabo di Lar del sans                                                                                                   |
|                            |                            | Caver                        | Kayal                     | |
|                            |                            | Coilu                        | Quilon, Kollam            | |
|                            |                            | Comacci                      | Capo Comorin              | |
|                            | Reame de Eli               | Eli                          | Monte Dilli               | |
|                            |                            | Melibar                      | Malabar                   | |
|                            |                            | Gufarat                      | Gujarat                   | |
|                            |                            | Tana                         | Thana                     | |
|                            |                            | Cambaet                      | Cambay                    | |
|                            |                            | Chesmacora                   |                           | Unione dei nomi della città di Kiz e della provincia di Mukran o Makran                                                             |
|                            |                            | Isole di Malle e di Femelle  | Isola di Minicoy          | L'isola Femelle è l'isola che la leggenda vuole abitata da sole donne, probabilmente le Amazzoni                                    |
|                            |                            | Scara                        | Socotra                   | Terre descritte ma non visitate |
|                            |                            | Madegascar                   | Mogadiscio                | Terre descritte ma non visitate. Corruzione del termine poliano Mogedascio.                                                         |
|                            |                            | Zachibar                     |                           | Terre descritte ma non visitate. Terra tra il Capo Delgado e l'Oltregiuba, in Somalia.                                              |
|                            |                            | Abasce                       | Abissinia                 | Terre descritte ma non visitate |
|                            |                            | Edenti                       | Aden                      | |
|                            |                            | D'escier                     | Es-Schechr                | |
|                            |                            | Dufar                        | Dhofar                    | |
|                            |                            | Calatu                       | Kalhat                    | |
|                            |                            | Curmos                       | Hormuz                    | |
|                            |                            | Gran Turchia                 | Turkestan                 | |

## Struttura dell'opera
Il testo è diviso in capitoli, provvisti di rubriche che ne sintetizzano i contenuti. Vengono descritti sistematicamente diversi paesi d'Oriente e tali descrizioni vengono inframezzate talvolta dal racconto di guerre e battaglie. La corte del Gran Khan è descritta nell'ampia sezione centrale del libro: vengono esposte le vicende storico-militari del regno.
Marco Polo menziona che i Cinesi conoscevano i vestiti in seta colorati, la giada, la porcellana prodotta dal caolino, il tè nero, la carta per realizzare libri e la carta moneta per i pagamenti.

### § 1
Il capitolo 1 presenta la storia stessa del libro e di come "messere Marco Polo, savio e nobile cittadino di Vinegia", raccontò le memorie dei suoi viaggi in prigione a "messere Rustico da Pisa".

### § 2 - § 17

Estensione dell'Impero mongolo

Marco spiega l'origine della fortuna di Niccolò e Matteo Polo: partiti in principio per andare a Costantinopoli (Istanbul), i due ebbero l'idea di spingersi più a Nord verso Soldadie (Sudak) in Crimea, e poi a Ovest in Bulgaria, all'epoca regno vassallo dei Tatari dell'Orda d'oro. Lì incontrarono Barca Caan (Berke), re dei Tatari d'Occidente, che li ricevette molto bene e scambiò con loro oro e pietre preziose. Ma di lì a poco Niccolò e Matteo si trovarono intrappolati in una guerra fra re Berke e Alau (Hulagu Khan), re dei Tartari d'Oriente. Per questo motivo non poterono più tornare a Ovest, e si spinsero verso Est, attraversando la Turcomannia (Turchia), il fiume Tigri e il deserto del Gobi.
Soggiornarono quindi tre anni nella città di Boccara (Bukhara), nell'attuale Uzbekistan, dove vennero notati da alcuni ambasciatori del Gran Khan. Gli ambasciatori non avevano mai visto nessun "latino", cioè un occidentale, e chiesero loro se volevano presentarsi alla corte del Kublai Khan. Quest'ultimo li ricevette con grande curiosità e chiese loro informazioni sulla latinità e sul papa. Domandò dunque ai due mercanti di fungere da ambasciatori per conto suo presso il papa, e di portargli dell'olio della lampada che ardeva al Santo Sepolcro di Gerusalemme.

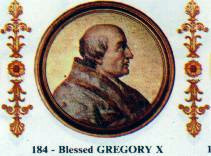
Tedaldo Visconti da Piacenza

Il viaggio verso Gerusalemme durò circa tre anni, e in questo itinerario passarono per Acri. Lì poterono parlare con un legato pontificio, Tedaldo Visconti da Piacenza, il quale si dimostrò meravigliato ed entusiasta dell'ambasceria portata dai due veneziani, ma comunicò loro che il papa Clemente IV era morto e che l'elezione del nuovo papa era la più lunga nella storia della Chiesa. Allora Niccolò e Matteo decisero di approfittarne per tornare a Venezia e visitare le loro famiglie: scoprirono lì che la moglie di Niccolò nel frattempo era morta, e che gli aveva partorito un figlio di nome Marco, il quale al loro ritorno aveva già 15 anni.

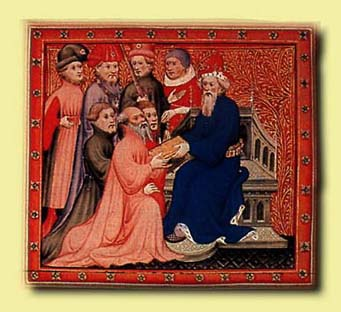
Marco Polo alla corte del Gran Khan

Per più di due anni Niccolò e Matteo aspettarono l'elezione del papa, finché non si risolsero a ripartire per Acri portandosi dietro Marco. Passati per Acri, erano già a Laias quando giunse loro la notizia che proprio il legato pontificio Tedaldo Visconti da Piacenza, con cui avevano parlato lungamente, era appena stato eletto papa con il nome di Gregorio X. Il neo-papa aveva mandato loro un messo con l'istruzione di tornare indietro: Niccolò e Matteo si precipitarono quindi ad Acri, dove Gregorio X affidò loro due frati domenicani, Niccolò da Venezia e Guglielmo da Tripoli, incaricati di illustrare la dottrina cristiana al Gran Khan. Tuttavia, durante la prima tappa a Laias incontrarono subito le truppe del sultano mamelucco d'Egitto Baybars al-ʿAlāʾī al-Bunduqdārī, famoso per avere sconfitto i mongoli nella battaglia di Ayn Jalut. I due frati quindi restituirono i loro documenti ai mercanti, e fecero ritorno ad Acri.
Il testo a questo punto fa un salto temporale e anticipa l'arrivo dei tre veneziani a Xanadu, dove Marco viene presentato alla corte del Gran Khan Kubilai. Si racconta di come il Gran Khan trattasse i tre come persone fidate, a cui delegava importanti e delicate ambascerie in diverse regioni dell'impero mongolo.

### § 18 - § 74

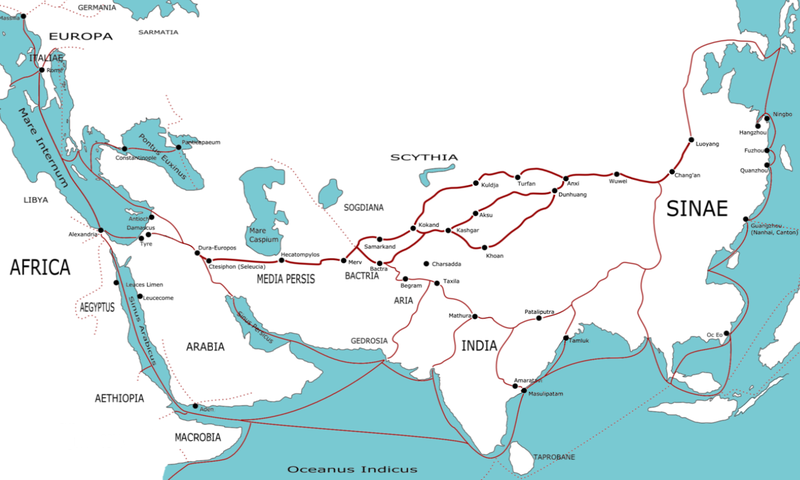
Le antiche vie della seta terrestri e marittime

Il libro presenta le terre d'Oriente, descrivendo implicitamente l'itinerario seguito dai tre mercanti-ambasciatori. Questi stavano percorrendo quella che solo secoli dopo sarà chiamata la Via della seta.
In primo luogo Marco cita l'Erminia (Armenia), poi la Turcomannia (Turchia), il Georgiens (Georgia) e la città di Mosul in Iraq. Racconta quindi del saccheggio della città di Baudac (Baghdad), e poi descrive la città di Toris (Tabriz) sempre in Iraq.
Descrive quindi la Persia con la città di Iadis (Yazd) e il reame di Creman (Kerman), la città di Camandi (Qamādin), il piano di Formosa e il mare Oziano (stretto di Hormuz) con il porto di Ormuz.
Il racconto non spiega come mai una volta arrivati a Ormuz, i tre non abbiano continuato il percorso via mare. La descrizione prosegue invece con il deserto del Gobi per giungere poi nel Khorasan. In questa regione Marco viene a conoscenza della setta islamica degli "ismailiyyah" seguaci di Ḥasan-i Ṣabbāḥ, che Marco chiama il Veglio della Montagna.
Nell'odierno Afghanistan, Marco descrive la città di Supunga, identificata come l'attuale Sheberghan, poi Tahican, forse l'attuale Taluqan, poi Balkh e il "Balasciam" (Badakhshan). Attraversarono il Kashmir, quindi il Wakhan superando con questo il Pamir, si diressero verso Samarcanda in Uzbekistan ed entrarono nella "Gran Turchia" (Turkestan). Discesero quindi verso il bacino del Tarim e giunsero nel Tangut, ai confini con il Catai.
Qui arrivarono nella provincia di "Chingitalas" dove assistettero alla lavorazione di materiale ignifugo. Arrivarono quindi a Zhangye, poi a Caracorum Quindi proseguirono lungo la parte settentrionale dell'ansa del Fiume Giallo e raggiunsero Xanadu, città che il Gran Khan Kubilai aveva fondato da poco.

### § 75 - § 80
Questa parte del libro è interamente dedicata alle guerre e battaglie combattute da Kublai Khan per consolidare il suo impero.

### § 81 - § 103

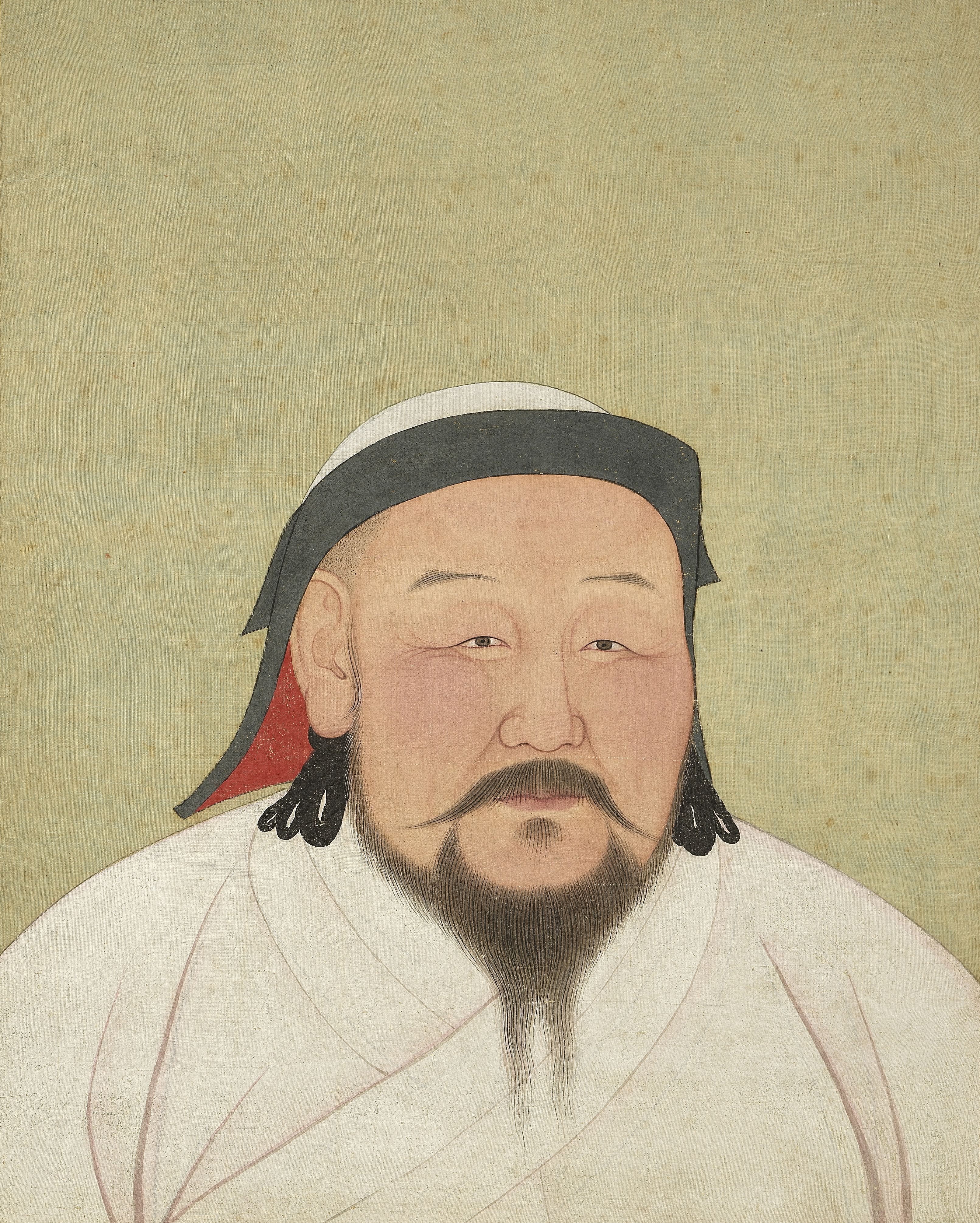
Ritratto del Gran Khan Kublai

Marco fa un ritratto fisico e morale del Kublai Khan.

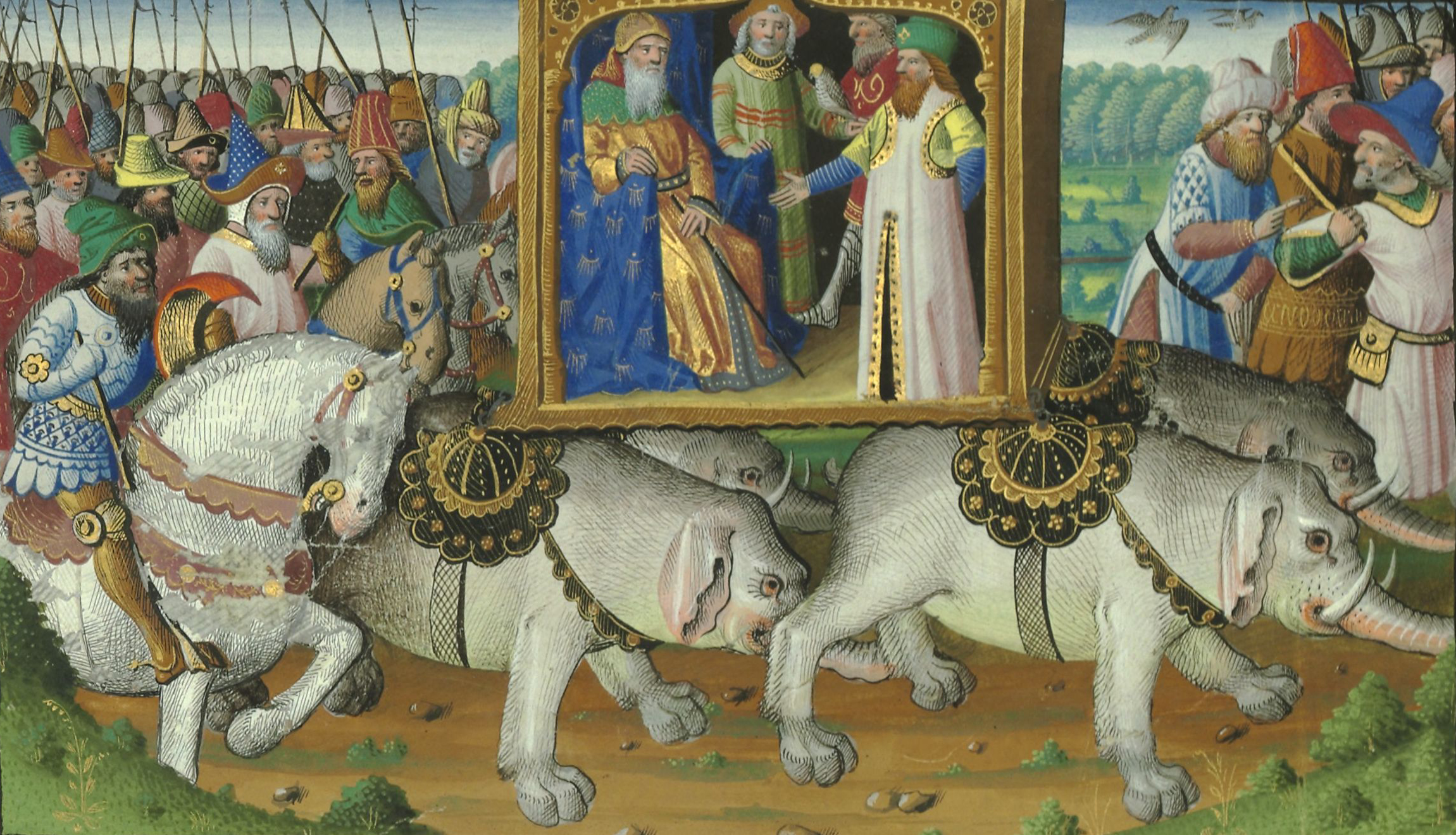
Il Gran Khan va a caccia, da Le livre des merveilles

### § 104 - § 209
Si descrivono le diverse province dell'Impero Mongolo, con alcune parentesi dedicate a diverse guerre e battaglie combattute nelle diverse località.

## Codici, trascrizioni e traduzioni

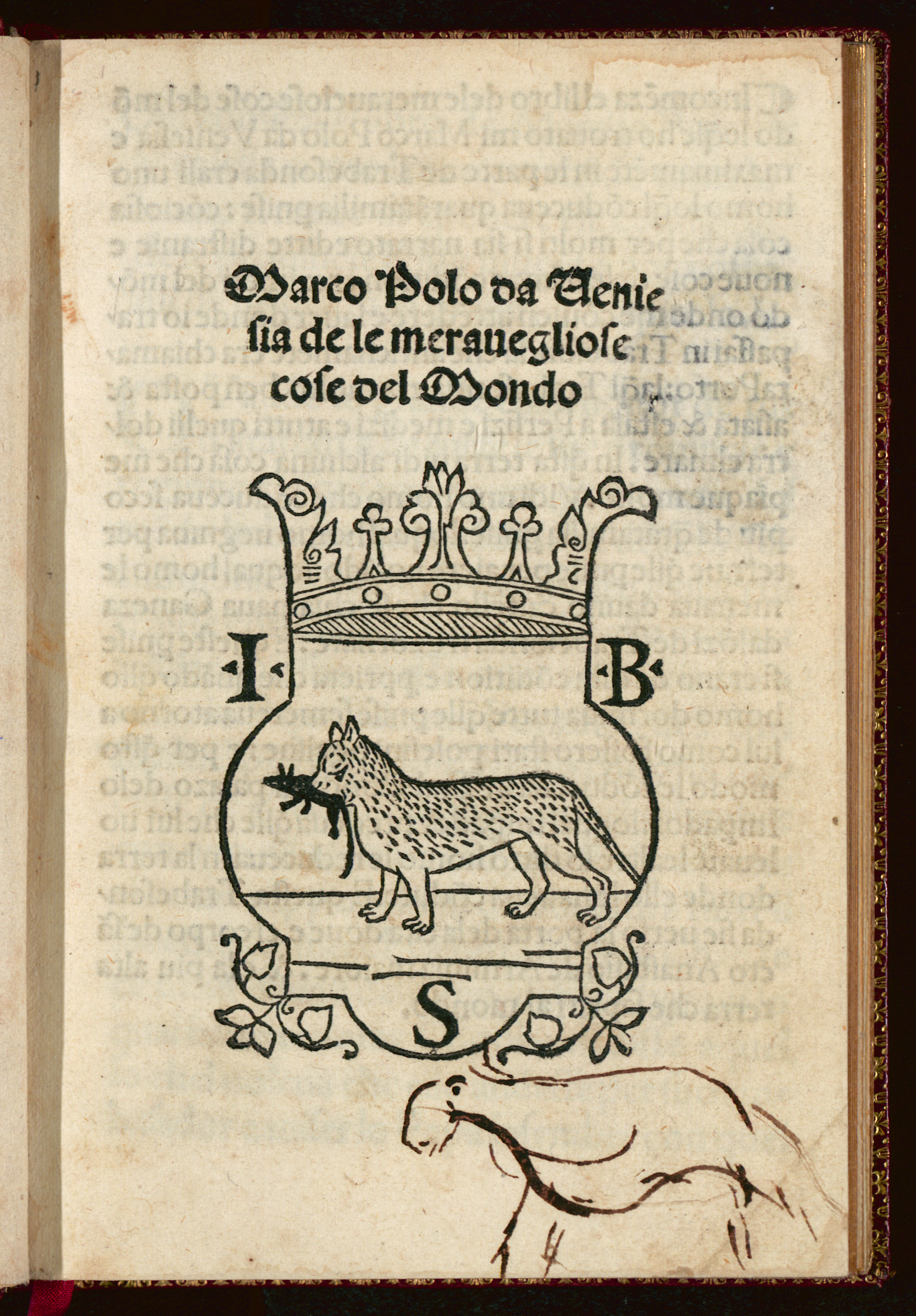
De le cose del mondo, 1496

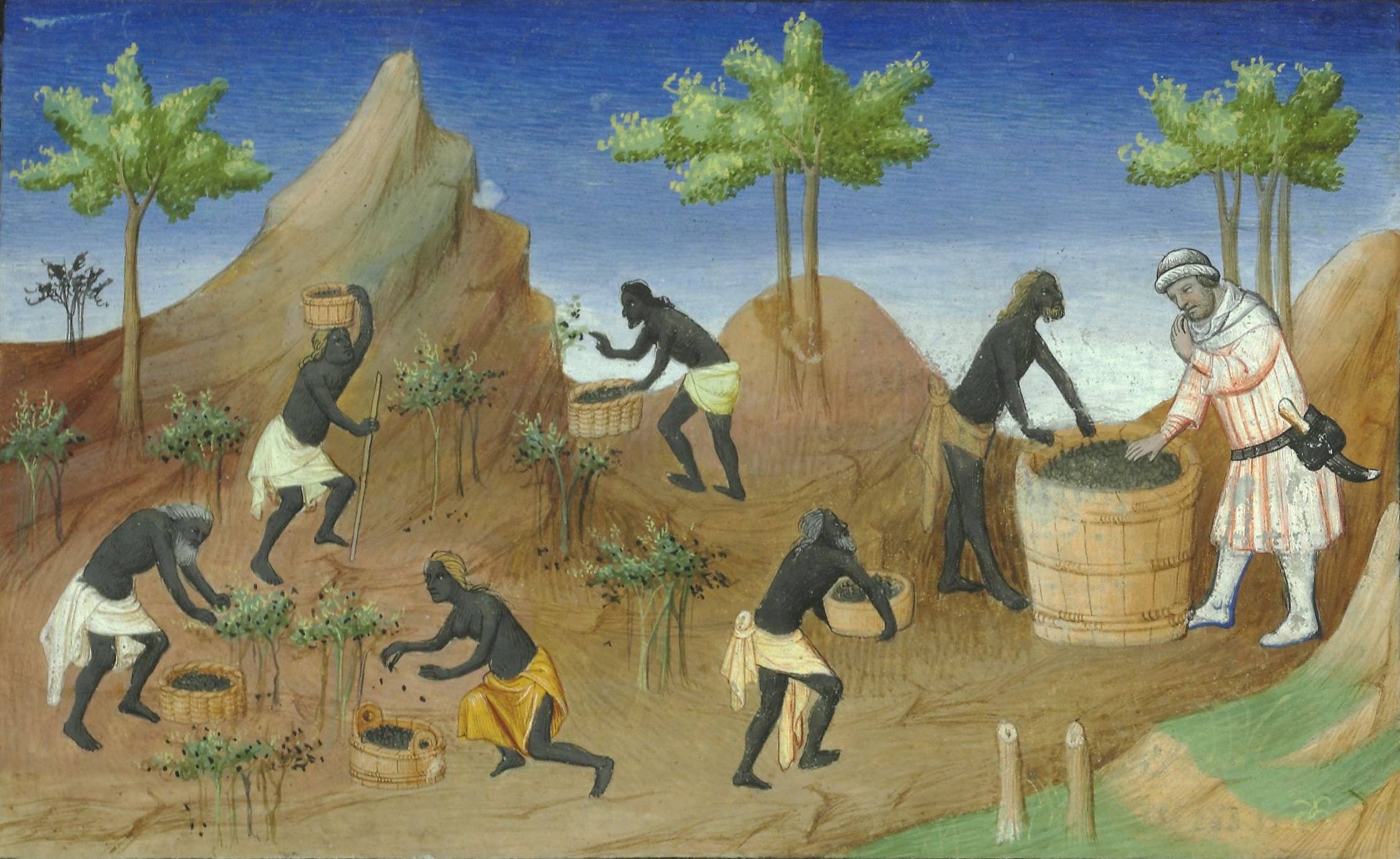
Livre des merveilles (BNF Fr2810), Fr. 2810, Tav. 84r: «Qui hae sì gran caldo che a pena vi si puote sofferire (...). Questa gente sono tutti neri, maschi e femmine, e vanno tutti ignudi, se non se tanto ch'egliono ricuoprono loro natura con un panno molto bianco. Costoro non hanno per peccato veruna lussuria»

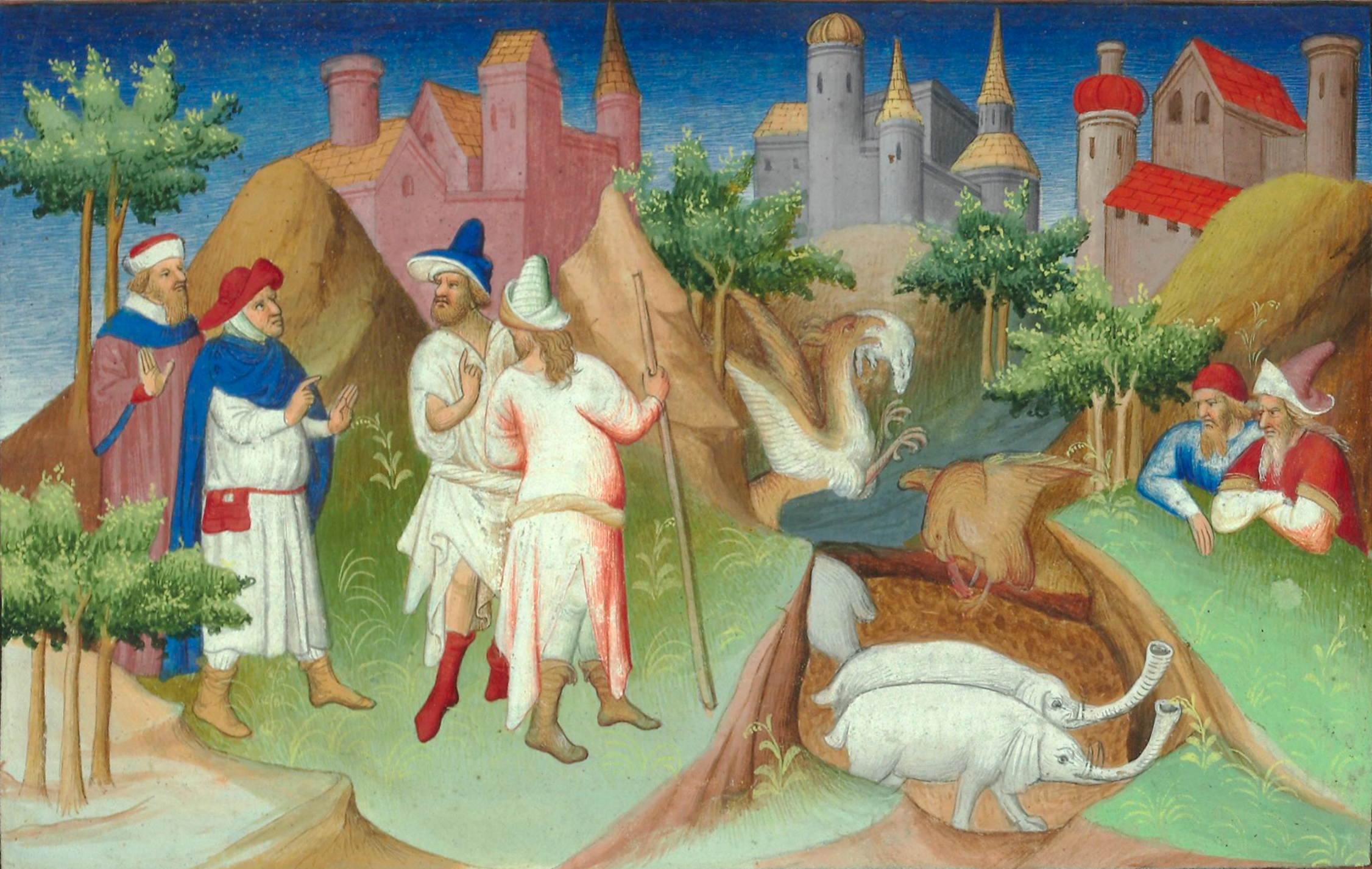
Livre des merveilles (BNF Fr2810), Fr. 2810, Tav. 88r: «Diconmi certi mercanti, che vi sono iti, che v'ha uccelli grifoni, e questi uccelli (...) non sono così fatti come si dice di qua, cioè mezzo uccello e mezzo leone, ma sono fatti come aguglie e sono grandi (...) che l'alie loro cuoprono venti passi, e le penne sono lunghe dodici passi»

Attualmente, secondo il filologo poliano Philippe Ménard, esistono sei "famiglie" di manoscritti principali, a cui si possono ricondurre le copie successive.

### Versione in franco-veneto
Una prima "famiglia" di manoscritti va sotto il nome di "redazione F": si tratta di una versione in lingua franco-veneta intitolata "Le devisement dou monde", cioè "La descrizione del mondo". In realtà, solo un codice è stato ritrovato integro negli anni 1920 dal francesista Luigi Foscolo Benedetto: si tratta del Codice Fr. 1116 (Le divisiment dou monde) (XIV secolo), conservato alla Biblioteca nazionale di Francia. Il codice Fr. 1116 è considerato il manoscritto che riecheggia più da vicino l'originale smarrito. Nonostante errori di trascrizione e di interpretazione, la sua identificazione costituì "una tappa decisiva" negli studi poliani. Nel 2018 è stata pubblicata una nuova edizione critica del codice, a cura di Mario Eusebi ed Eugenio Burgio. Solo nel 2007 sono stati pubblicati alcuni frammenti di un documento "imparentato" con il codice Fr. 1116 successivamente studiati anche da Philippe Ménard (2012). Questi frammenti provano che i manoscritti in franco-veneto hanno avuto una circolazione indipendente dalle traduzioni in latino e in francese. Si pensa che questi antichi manoscritti siano andati distrutti per lo più a forza di servire a modello per l'attività di copiatura.

### Versione in antico francese
Nel 1307, Carlo di Valois, fratello minore del re di Francia Filippo il Bello è di passaggio a Venezia. Marco Polo offre la "prima copia" del suo libro a Théobald de Cepoy, un nobile al servizio di Carlo.
La versione tradotta in francese antico, e più precisamente in dialetto piccardo (Ménard 2001) è intitolata "Le Livre de merveilles" cioè "Il libro delle meraviglie". Questa versione francese è conservata in 18 manoscritti, di cui il più famoso è il Codice Fr. 2810, conservato alla Biblioteca nazionale di Francia. Il Codice 2810 è celebre per le squisite miniature. L'edizione più recente di questa versione in antico francese è stata curata appunto da Philippe Ménard.

### Versione in toscano
Una versione toscana, conservata da 5 manoscritti, di cui il più noto è la Navigazione di messer Marco Polo... scritto in Firenze da Niccolò Ormanni, è custodita alla Biblioteca Nazionale di Firenze.
La datazione, entro un decennio dalla stesura dell'archetipo, e i pregi linguistici gli guadagnarono la stima degli accademici della Crusca, che lo elessero "ottimo" fra i testi toscani del Milione.

### Versioni in veneziano
Si pensa che la traduzione latina di Francesco Pipino sia stata realizzata a partire da un originale in dialetto veneziano, andato perduto. Questa redazione è chiamata "redazione VA". Esistono altre versioni in veneziano, dette "redazione V" e "redazione VB", che sono costituite da 6 manoscritti, fra cui il Codice Soranziano, conservato alla Biblioteca di Stato di Berlino. Queste versioni veneziane però non sono considerate affidabili. Nella "redazione V" già il titolo Dela instizione del mondo presenta un refuso. La redazione VB intitolata Meser Marco Polo, La so lezenda, è anche questa criticata da Luigi Foscolo Benedetto.

### Versioni in latino
La prima traduzione in latino si colloca fra il 1302 e il 1314, pochi anni dopo il rientro di Marco Polo dalle carceri di Genova. Questo testimonia il profondo interesse suscitato dall'opera presso l'Ordine dei domenicani, in quanto viaggiatori, missionari e predicatori. I lasciti testamentari di Marco Polo testimoniano gli strettissimi rapporti che l'esploratore aveva con l'Ordine. Alcuni ricercatori hanno ipotizzato che in effetti le versioni in latino fossero un adattamento editoriale del Milione voluto esplicitamente dall'Ordine dei domenicani, in collaborazione con Marco Polo. Dato che il latino era all'epoca la prima lingua di cultura, la traduzione in latino contribuì molto probabilmente alla diffusione e al successo dell'opera.
Esistono due versioni in latino:
- la prima, chiamata anche "redazione P"[54], conservata da 70 manoscritti e fatta redigere dal frate domenicano Francesco Pipino[53], è intitolata Liber Marci Pauli de Veneciis de consuetudinibus et condicionibus orientalium regionum (Iter Marci Pauli Veneti ex Italico Latine versum)[55][56][57].

Francesco Pipino ha chiaramente modificato il testo, "cristianizzandolo".
La traduzione di Pipino ebbe un successo straordinario e fu la prima a essere stampata, soppiantando il testo originale.
Il manoscritto conservato all'Alcázar di Siviglia esibisce alcune postille che si ritiene siano di Colombo.
- la seconda versione, chiamata "redazione Z", è documentata da un manoscritto conservato a Toledo. Si parla di una seconda versione perché il testo contiene circa 200 piccole curiose aggiunte relative all'Estremo Oriente. Ci si è chiesti se queste aggiunte siano dovute a Marco Polo in persona[45].

Il francesista Luigi Foscolo Benedetto scoprì nella Biblioteca Ambrosiana di Milano (cod. Y 160 sup.) una redazione latina inedita del Milione, scritta per il cardinale Toaldo. Questo lo spinse a ipotizzare una «fase anteriore alla redazione F».
Nel 1932 presso l’Archivo Capitulár di Toledo si ritrovò il cosiddetto "codice Zelada" 49.20, appartenuto al cardinale Francesco Saviero de Zelada (1717-1801). Con ogni probabilità fu il modello da cui era stato copiato il manoscritto ambrosiano trovato da Benedetto. Il codice Zelada fu probabilmente scritto tra il 1450 e il 1460 nel Veneto di terraferma e contiene circa trecento annotazioni relative ad argomenti religiosi ed “etnografici”. Queste aggiunte sono presenti nel documento cinquecentesco di Giovanni Battista Ramusio. Il manoscritto di Toledo fu edito da Moule & Pelliot nel 1938.

### Edizioni critiche
Dal XVI secolo in poi vi sono stati diversi tentativi di edizioni corrette del Milione, ma è stato dall'Ottocento che si procedette a ricostruire il testo genuino dai vari testimoni tramandati.
- Giovan Battista Ramusio, Delle navigationi et viaggi Vol. II, Giunti, Venezia, 1574[16]

Nonostante contraddizioni, ripetizioni e continui particolari edificanti, fu il primo tentativo di una ricostruzione filologica del Milione.
(Eugenio Burgio e Samuela Simion, Ramusio e la tradizione del «Milione»)
- Luigi Foscolo Benedetto nel 1928 curò un'edizione critica del Milione di Marco Polo, allestita, insieme a un'eccellente parafrasi in italiano moderno, confrontando i 78 manoscritti allora conosciuti con altri 60, da lui ritrovati in biblioteche e archivi di tutta Europa[12].
- La traduzione inglese del 1938 di Arthur Christopher Moule e Paul Pelliot è basata su un manoscritto latino di proprietà della biblioteca della cattedrale di Toledo, ed è lunga più della metà di altre versioni[62]. La traduzione prodotta dalla Penguin Books nel 1958 a cura di Ronald Edward Latham ha lavorato su più testi insieme per fornire una versione leggibile[63]

## Fortuna dell'opera
Valutare l'impatto che ebbero i resoconti del Polo è un'impresa ardua per via dell'estensione dell'argomento. Sono almeno centocinquanta i manoscritti documentati prima della diffusione della stampa e in seguito le edizioni non si contano.
Le sue descrizioni dell'Asia hanno ispirato i viaggi di Cristoforo Colombo, che fino al suo terzo viaggio restò convinto di avere raggiunto il Catai.
Le informazioni sulla geografia dell'Estremo Oriente hanno contribuito alla compilazione della mappa di Fra Mauro.
La fortuna negli ambienti scientifici inizia nel XV secolo; "in quegli anni la Repubblica di Venezia regalava una copia del Milione a Enrico il Navigatore". Diplomatici, commercianti, navigatori e chiunque dovesse mettersi in viaggio verso l'Oriente adottarono Il Milione.

### Il mappamondo di Fra Mauro
Una delle dimostrazioni più evidenti dell'influenza che ebbero i racconti del Polo è il confronto tra la raffigurazione del globo di Paolino Veneto nella Chronologia Magna, che pure doveva essere frutto degli "ultimi aggiornamenti", con quella estesa da Fra Mauro circa un secolo dopo, conservata alla Biblioteca Marciana di Venezia. Nella prima "il Mediterraneo è la sola parte in grazia di Dio, e la sua relativa verosimiglianza garantisce che sul resto si brancolava nel buio", mentre quella alla Marciana mostra già "parecchio in stretta analogia con le carte dei nostri giorni."
Sempre il Ramusio scrive:

### Il Milionedi Cristoforo Colombo
Un esemplare del Milione di Francesco Pipino conservato all'Alcázar di Siviglia esibisce le postille di Colombo, che del resto resterà sempre convinto di aver raggiunto le Indie e il Catai descritti da Polo.
Nel diario di bordo e nelle relazioni sono frequenti i riferimenti al testo poliano:
(Giornale di bordo di Cristoforo Colombo, 21 ottobre)
Tra l'ottobre e il novembre 1492 i riferimenti al Milione sono continui. Colombo è infatti convinto che l'isola di Cuba sia il Cipango (Giappone) di cui parlava Polo:
(Giornale di bordo di Cristoforo Colombo, 13 ottobre)
(Giornale di bordo di Cristoforo Colombo, 23 ottobre)
(Giornale di bordo di Cristoforo Colombo, 24 ottobre)
(Giornale di bordo di Cristoforo Colombo, 26 ottobre)
(Giornale di bordo di Cristoforo Colombo, 30 ottobre)
(Giornale di bordo di Cristoforo Colombo, 1º novembre)

### Le città invisibili
Il Milione è stato preso come punto di riferimento da Italo Calvino per la stesura de Le città invisibili, del 1972, in cui Kubilai Khan e Marco Polo hanno un intenso e onirico dialogo, costellato delle descrizioni delle città che Marco Polo relaziona all'imperatore dei Tartari.

### Marco Polodi Viktor Šklovskij
Marco Polo (titolo originale in russo  Земли разведцик Марко Поло ?, Zemli razvedcik Marko Polo, letteralmente "L'esploratore di terra Marco Polo") è un'opera letteraria di Viktor Šklovskij pubblicata nel 1936, costituita da brevi testi, spesso di tono umoristico, riguardanti l'Asia centrale, inseriti nella cornice narrativa del Milione.

## Teatro, cinema, televisione
Il racconto del Milione ha visto negli anni alcuni adattamenti teatrali, televisivi e cinematografici.

### Cinema
- Marco Polo – film del 1962 diretto da Piero Pierotti e Hugo Fregonese.
- L'inferno dei mongoli (Marco Polo) – film del 1975 con Gordon Liu.
- Marco Polo - La storia mai raccontata – film del 1994 diretto da Joe D'Amato e Luca Damiano.
- Marco Polo (The Incredible Adventures of Marco Polo) – film del 1998 diretto da George Erschbamer.
- Marco Polo - La verità oltre la leggenda – documentario di National Geographic del 2012.

### Televisione
- Marco Polo – quarto serial della prima stagione di Doctor Who, 1963.
- Il Milione (Travels of Marco Polo) – film TV d'animazione del 1972 diretto da Leif Gram.
- Marco Polo – miniserie televisiva del 1982.
- Marco Polo – miniserie/ film del 2007 diretto da Kevin Connor.
- Marco Polo – serie televisiva del 2014.

### Fonti primarie
- Frammento del "Devisement dou monde" in lingua franco-veneta, su rialfri.eu.
- Giovan Battista Ramusio, Delle navigationi et viaggi, II, Venezia, Giunti, 1574.
- Giovanni Baldelli Boni, Il Milione di Marco Polo testo di lingua del secolo decimoterzo, vol. I, Firenze, 1827.
- Giovanni Baldelli Boni, Il Milione di Marco Polo testo di lingua del secolo decimoterzo, vol. II, Firenze, 1827.
- Livre qui est appelé le Divisiment dou monde (Fr.1116), Geografico, XIII sec.
- Le Livre de merveilles (Fr. 2810), 1410 ca.
- De consuetudinibus et conditionibus orientalium regionum Francesco Pipino da Bologna, Gerad Leeu, Anversa 1483 / or Bibliotheque nationale de France